# Tour La Provence 2017
La 2e édition du Tour La Provence a eu lieu du 21 au 23 février 2017. La course fait partie du calendrier UCI Europe Tour 2017 en catégorie 2.1.

## Présentation

### Équipes
Classé en catégorie 2.1 de l'UCI Europe Tour, le Tour La Provence est par conséquent ouvert aux WorldTeams dans la limite de 50 % des équipes participantes, aux équipes continentales professionnelles, aux équipes continentales et aux équipes nationales.
18 équipes participent à ce Tour La Provence - 4 WorldTeams, 6 équipes continentales professionnelles, 7 équipes continentales et une équipe nationale :
| UCI WorldTeams   | UCI WorldTeams      | UCI WorldTeams |
| Nom de l'équipe  | Pays                | Code           |
| ---------------- | ------------------- | -------------- |
| AG2R La Mondiale | France              | ALM            |
| BMC Racing       | États-Unis          | BMC            |
| FDJ              | France              | FDJ            |
| UAE Abu Dhabi    | Émirats arabes unis | UAD            |

| Équipes continentales professionnelles | Équipes continentales professionnelles | Équipes continentales professionnelles |
| Nom de l'équipe                        | Pays                                   | Code                                   |
| -------------------------------------- | -------------------------------------- | -------------------------------------- |
| Androni Giocattoli                     | Italie                                 | AND                                    |
| Cofidis                                | France                                 | COF                                    |
| Delko-Marseille Provence-KTM           | France                                 | DMP                                    |
| Direct Énergie                         | France                                 | DEN                                    |
| Fortuneo-Vital Concept                 | France                                 | FVC                                    |
| WB-Veranclassic-Aqua Protect           | Belgique                               | WVA                                    |

| Équipes continentales            | Équipes continentales | Équipes continentales |
| Nom de l'équipe                  | Pays                  | Code                  |
| -------------------------------- | --------------------- | --------------------- |
| Armée de Terre                   | France                | ADT                   |
| Amore & Vita-Selle SMP-Fondriest | Albanie               | AMO                   |
| GM Europa Ovini                  | Italie                | GME                   |
| HP BTP-Auber 93                  | France                | AUB                   |
| Kuwait-Cartucho.es               | Koweït                | KWC                   |
| Roth-Akros                       | Suisse                | TRA                   |
| Roubaix Lille Métropole          | France                | RLM                   |

| Équipes nationales | Équipes nationales | Équipes nationales |
| Nom de l'équipe    | Pays               | Code               |
| ------------------ | ------------------ | ------------------ |
| Équipe de France   | France             | FRA                |

## Étapes
Le Tour La Provence est constitué de trois étapes en ligne.
| Étape     | Date    | Villes étapes               | type            | Distance (km) | Vainqueur d'étape | Leader du classement général |
| --------- | ------- | --------------------------- | --------------- | ------------- | ----------------- | ---------------------------- |
| 1re étape | 21 fév. | Aubagne – Istres            | étape vallonnée | 205,9         | Justin Jules      | Justin Jules                 |
| 2e étape  | 22 fév. | Miramas – La Ciotat         | étape vallonnée | 169,9         | Alexandre Geniez  | Rohan Dennis                 |
| 3e étape  | 23 fév. | Aix-en-Provence – Marseille | étape vallonnée | 171,4         | Mattia Cattaneo   | Rohan Dennis                 |

## Déroulement de la course

### 1reétape
| \| Classement de l'étape \| Classement de l'étape \| Classement de l'étape \| Classement de l'étape \| Classement de l'étape \| \| Coureur \| Coureur \| Pays \| Équipe \| Temps \| \| --------------------- \| --------------------- \| --------------------- \| ---------------------------- \| --------------------- \| \| 1er \| Justin Jules \| France \| WB-Veranclassic-Aqua Protect \| 4 h 52 min 43 s \| \| 2e \| Jérémy Lecroq \| France \| Roubaix Lille Métropole \| + 0 s \| \| 3e \| Lorrenzo Manzin \| France \| FDJ \| + 0 s \| \| 4e \| Danilo Wyss \| Suisse \| BMC Racing Team \| + 0 s \| \| 5e \| David Menut \| France \| HP BTP-Auber 93 \| + 0 s \| \| 6e \| Rudy Barbier \| France \| AG2R La Mondiale \| + 0 s \| \| 7e \| Anthony Maldonado \| France \| HP BTP-Auber 93 \| + 0 s \| \| 8e \| Oliviero Troia \| Italie \| UAE Team Emirates \| + 0 s \| \| 9e \| Damiano Caruso \| Italie \| BMC Racing Team \| + 0 s \| \| 10e \| Yannick Martinez \| France \| Delko-Marseille Provence-KTM \| + 0 s \| |                   |        |                              |                 |
| |                   |        |                              |                 |
| Sources : ProCyclingStats Cycling Archives |                   |        |                              |                 |
| Classement de l'étape |                   |        |                              |                 |
| Coureur | Coureur           | Pays   | Équipe                       | Temps           |
| 1er | Justin Jules      | France | WB-Veranclassic-Aqua Protect | 4 h 52 min 43 s |
| 2e | Jérémy Lecroq     | France | Roubaix Lille Métropole      | + 0 s           |
| 3e | Lorrenzo Manzin   | France | FDJ                          | + 0 s           |
| 4e | Danilo Wyss       | Suisse | BMC Racing Team              | + 0 s           |
| 5e | David Menut       | France | HP BTP-Auber 93              | + 0 s           |
| 6e | Rudy Barbier      | France | AG2R La Mondiale             | + 0 s           |
| 7e | Anthony Maldonado | France | HP BTP-Auber 93              | + 0 s           |
| 8e | Oliviero Troia    | Italie | UAE Team Emirates            | + 0 s           |
| 9e | Damiano Caruso    | Italie | BMC Racing Team              | + 0 s           |
| 10e | Yannick Martinez  | France | Delko-Marseille Provence-KTM | + 0 s           |

| \| Classement général \| Classement général \| Classement général \| Classement général \| Classement général \| \| Coureur \| Coureur \| Pays \| Équipe \| Temps \| \| ------------------ \| ------------------ \| ------------------ \| ---------------------------- \| ------------------ \| \| 1er \| Justin Jules \| France \| WB-Veranclassic-Aqua Protect \| 4 h 52 min 43 s \| \| 2e \| Jérémy Lecroq \| France \| Roubaix Lille Métropole \| + 0 s \| \| 3e \| Lorrenzo Manzin \| France \| FDJ \| + 0 s \| \| 4e \| Danilo Wyss \| Suisse \| BMC Racing Team \| + 0 s \| \| 5e \| David Menut \| France \| HP BTP-Auber 93 \| + 0 s \| \| 6e \| Rudy Barbier \| France \| AG2R La Mondiale \| + 0 s \| \| 7e \| Anthony Maldonado \| France \| HP BTP-Auber 93 \| + 0 s \| \| 8e \| Oliviero Troia \| Italie \| UAE Team Emirates \| + 0 s \| \| 9e \| Damiano Caruso \| Italie \| BMC Racing Team \| + 0 s \| \| 10e \| Yannick Martinez \| France \| Delko-Marseille Provence-KTM \| + 0 s \| |                   |        |                              |                 |
| |                   |        |                              |                 |
| Sources : ProCyclingStats Cycling Archives |                   |        |                              |                 |
| Classement général |                   |        |                              |                 |
| Coureur | Coureur           | Pays   | Équipe                       | Temps           |
| 1er | Justin Jules      | France | WB-Veranclassic-Aqua Protect | 4 h 52 min 43 s |
| 2e | Jérémy Lecroq     | France | Roubaix Lille Métropole      | + 0 s           |
| 3e | Lorrenzo Manzin   | France | FDJ                          | + 0 s           |
| 4e | Danilo Wyss       | Suisse | BMC Racing Team              | + 0 s           |
| 5e | David Menut       | France | HP BTP-Auber 93              | + 0 s           |
| 6e | Rudy Barbier      | France | AG2R La Mondiale             | + 0 s           |
| 7e | Anthony Maldonado | France | HP BTP-Auber 93              | + 0 s           |
| 8e | Oliviero Troia    | Italie | UAE Team Emirates            | + 0 s           |
| 9e | Damiano Caruso    | Italie | BMC Racing Team              | + 0 s           |
| 10e | Yannick Martinez  | France | Delko-Marseille Provence-KTM | + 0 s           |

### 2eétape
| \| Classement de l'étape \| Classement de l'étape \| Classement de l'étape \| Classement de l'étape \| Classement de l'étape \| \| Coureur \| Coureur \| Pays \| Équipe \| Temps \| \| --------------------- \| --------------------- \| --------------------- \| -------------------------- \| --------------------- \| \| 1er \| Alexandre Geniez \| France \| AG2R La Mondiale \| 3 h 57 min 12 s \| \| 2e \| Rohan Dennis \| Australie \| BMC Racing Team \| + 0 s \| \| 3e \| Nicolas Edet \| France \| Cofidis, Solutions Crédits \| + 0 s \| \| 4e \| Matej Mohorič \| Slovénie \| UAE Team Emirates \| + 0 s \| \| 5e \| Jérémy Lecroq \| France \| Roubaix Lille Métropole \| + 4 s \| \| 6e \| Bryan Alaphilippe \| France \| Armée de terre \| + 4 s \| \| 7e \| Simon Sellier \| France \| France \| + 4 s \| \| 8e \| David Menut \| France \| HP BTP-Auber 93 \| + 4 s \| \| 9e \| Oliviero Troia \| Italie \| UAE Team Emirates \| + 4 s \| \| 10e \| Armindo Fonseca \| France \| Fortuneo-Vital Concept \| + 4 s \| |                   |           |                            |                 |
| |                   |           |                            |                 |
| Source : ProCyclingStats |                   |           |                            |                 |
| Classement de l'étape |                   |           |                            |                 |
| Coureur | Coureur           | Pays      | Équipe                     | Temps           |
| 1er | Alexandre Geniez  | France    | AG2R La Mondiale           | 3 h 57 min 12 s |
| 2e | Rohan Dennis      | Australie | BMC Racing Team            | + 0 s           |
| 3e | Nicolas Edet      | France    | Cofidis, Solutions Crédits | + 0 s           |
| 4e | Matej Mohorič     | Slovénie  | UAE Team Emirates          | + 0 s           |
| 5e | Jérémy Lecroq     | France    | Roubaix Lille Métropole    | + 4 s           |
| 6e | Bryan Alaphilippe | France    | Armée de terre             | + 4 s           |
| 7e | Simon Sellier     | France    | France                     | + 4 s           |
| 8e | David Menut       | France    | HP BTP-Auber 93            | + 4 s           |
| 9e | Oliviero Troia    | Italie    | UAE Team Emirates          | + 4 s           |
| 10e | Armindo Fonseca   | France    | Fortuneo-Vital Concept     | + 4 s           |

| \| Classement général \| Classement général \| Classement général \| Classement général \| Classement général \| \| Coureur \| Coureur \| Pays \| Équipe \| Temps \| \| ------------------ \| ------------------ \| ------------------ \| ---------------------------- \| ------------------ \| \| 1er \| Rohan Dennis \| Australie \| BMC Racing Team \| 8 h 49 min 55 s \| \| 2e \| Alexandre Geniez \| France \| AG2R La Mondiale \| + 0 s \| \| 3e \| Matej Mohorič \| Slovénie \| UAE Team Emirates \| + 0 s \| \| 4e \| Nicolas Edet \| France \| Cofidis, Solutions Crédits \| + 0 s \| \| 5e \| Jérémy Lecroq \| France \| Roubaix Lille Métropole \| + 4 s \| \| 6e \| Justin Jules \| France \| WB-Veranclassic-Aqua Protect \| + 4 s \| \| 7e \| David Menut \| France \| HP BTP-Auber 93 \| + 4 s \| \| 8e \| Oliviero Troia \| Italie \| UAE Team Emirates \| + 4 s \| \| 9e \| Rudy Barbier \| France \| AG2R La Mondiale \| + 4 s \| \| 10e \| Bryan Alaphilippe \| France \| Armée de terre \| + 4 s \| |                   |           |                              |                 |
| |                   |           |                              |                 |
| Source : ProCyclingStats |                   |           |                              |                 |
| Classement général |                   |           |                              |                 |
| Coureur | Coureur           | Pays      | Équipe                       | Temps           |
| 1er | Rohan Dennis      | Australie | BMC Racing Team              | 8 h 49 min 55 s |
| 2e | Alexandre Geniez  | France    | AG2R La Mondiale             | + 0 s           |
| 3e | Matej Mohorič     | Slovénie  | UAE Team Emirates            | + 0 s           |
| 4e | Nicolas Edet      | France    | Cofidis, Solutions Crédits   | + 0 s           |
| 5e | Jérémy Lecroq     | France    | Roubaix Lille Métropole      | + 4 s           |
| 6e | Justin Jules      | France    | WB-Veranclassic-Aqua Protect | + 4 s           |
| 7e | David Menut       | France    | HP BTP-Auber 93              | + 4 s           |
| 8e | Oliviero Troia    | Italie    | UAE Team Emirates            | + 4 s           |
| 9e | Rudy Barbier      | France    | AG2R La Mondiale             | + 4 s           |
| 10e | Bryan Alaphilippe | France    | Armée de terre               | + 4 s           |

### 3eétape
| \| Classement de l'étape \| Classement de l'étape \| Classement de l'étape \| Classement de l'étape \| Classement de l'étape \| \| Coureur \| Coureur \| Pays \| Équipe \| Temps \| \| --------------------- \| --------------------- \| --------------------- \| ---------------------------- \| --------------------- \| \| 1er \| Mattia Cattaneo \| Italie \| Androni-Sidermec-Bottecchia \| 4 h 05 min 17 s \| \| 2e \| Rohan Dennis \| Australie \| BMC Racing Team \| + 2 s \| \| 3e \| Jonathan Hivert \| France \| Direct Énergie \| + 2 s \| \| 4e \| Alexandre Geniez \| France \| AG2R La Mondiale \| + 6 s \| \| 5e \| Julien El Fares \| France \| Delko-Marseille Provence-KTM \| + 9 s \| \| 6e \| Damiano Caruso \| Italie \| BMC Racing Team \| + 11 s \| \| 7e \| Anthony Roux \| France \| FDJ \| + 11 s \| \| 8e \| Justin Jules \| France \| WB-Veranclassic-Aqua Protect \| + 11 s \| \| 9e \| Nicolas Edet \| France \| Cofidis, Solutions Crédits \| + 11 s \| \| 10e \| Maxime Bouet \| France \| Fortuneo-Vital Concept \| + 11 s \| |                  |           |                              |                 |
| |                  |           |                              |                 |
| Source : ProCyclingStats |                  |           |                              |                 |
| Classement de l'étape |                  |           |                              |                 |
| Coureur | Coureur          | Pays      | Équipe                       | Temps           |
| 1er | Mattia Cattaneo  | Italie    | Androni-Sidermec-Bottecchia  | 4 h 05 min 17 s |
| 2e | Rohan Dennis     | Australie | BMC Racing Team              | + 2 s           |
| 3e | Jonathan Hivert  | France    | Direct Énergie               | + 2 s           |
| 4e | Alexandre Geniez | France    | AG2R La Mondiale             | + 6 s           |
| 5e | Julien El Fares  | France    | Delko-Marseille Provence-KTM | + 9 s           |
| 6e | Damiano Caruso   | Italie    | BMC Racing Team              | + 11 s          |
| 7e | Anthony Roux     | France    | FDJ                          | + 11 s          |
| 8e | Justin Jules     | France    | WB-Veranclassic-Aqua Protect | + 11 s          |
| 9e | Nicolas Edet     | France    | Cofidis, Solutions Crédits   | + 11 s          |
| 10e | Maxime Bouet     | France    | Fortuneo-Vital Concept       | + 11 s          |

## Classements finals

### Classement général
| \| Classement général \| Classement général \| Classement général \| Classement général \| Classement général \| \| Coureur \| Coureur \| Pays \| Équipe \| Temps \| \| ------------------ \| ------------------ \| ------------------ \| ---------------------------- \| ------------------ \| \| 1er \| Rohan Dennis \| Australie \| BMC Racing Team \| 12 h 55 min 14 s \| \| 2e \| Mattia Cattaneo \| Italie \| Androni-Sidermec-Bottecchia \| + 2 s \| \| 3e \| Alexandre Geniez \| France \| AG2R La Mondiale \| + 4 s \| \| 4e \| Jonathan Hivert \| France \| Direct Énergie \| + 4 s \| \| 5e \| Nicolas Edet \| France \| Cofidis, Solutions Crédits \| + 9 s \| \| 6e \| Julien El Fares \| France \| Delko-Marseille Provence-KTM \| + 11 s \| \| 7e \| Justin Jules \| France \| WB-Veranclassic-Aqua Protect \| + 13 s \| \| 8e \| Anthony Maldonado \| France \| HP BTP-Auber 93 \| + 13 s \| \| 9e \| Damiano Caruso \| Italie \| BMC Racing Team \| + 13 s \| \| 10e \| Maxime Bouet \| France \| Fortuneo-Vital Concept \| + 13 s \| |                   |           |                              |                  |
| |                   |           |                              |                  |
| Source : ProCyclingStats |                   |           |                              |                  |
| Classement général |                   |           |                              |                  |
| Coureur | Coureur           | Pays      | Équipe                       | Temps            |
| 1er | Rohan Dennis      | Australie | BMC Racing Team              | 12 h 55 min 14 s |
| 2e | Mattia Cattaneo   | Italie    | Androni-Sidermec-Bottecchia  | + 2 s            |
| 3e | Alexandre Geniez  | France    | AG2R La Mondiale             | + 4 s            |
| 4e | Jonathan Hivert   | France    | Direct Énergie               | + 4 s            |
| 5e | Nicolas Edet      | France    | Cofidis, Solutions Crédits   | + 9 s            |
| 6e | Julien El Fares   | France    | Delko-Marseille Provence-KTM | + 11 s           |
| 7e | Justin Jules      | France    | WB-Veranclassic-Aqua Protect | + 13 s           |
| 8e | Anthony Maldonado | France    | HP BTP-Auber 93              | + 13 s           |
| 9e | Damiano Caruso    | Italie    | BMC Racing Team              | + 13 s           |
| 10e | Maxime Bouet      | France    | Fortuneo-Vital Concept       | + 13 s           |

### Classements annexes
| Classement par points | Classement par points | Classement par points | Classement par points | Classement par points |
| --------------------- | --------------------- | --------------------- | --------------------- | --------------------- |
|                       | Coureur               | Pays                  | Équipe                | Point(s)              |
| modifier              |                       |                       |                       |                       |

| Classement de la montagne | Classement de la montagne | Classement de la montagne | Classement de la montagne | Classement de la montagne |
| ------------------------- | ------------------------- | ------------------------- | ------------------------- | ------------------------- |
|                           | Coureur                   | Pays                      | Équipe                    | Point(s)                  |
| modifier                  |                           |                           |                           |                           |

| Classement du meilleur jeune | Classement du meilleur jeune | Classement du meilleur jeune | Classement du meilleur jeune | Classement du meilleur jeune |
|                              | Coureur                      | Pays                         | Équipe                       | Temps                        |
| ---------------------------- | ---------------------------- | ---------------------------- | ---------------------------- | ---------------------------- |
| modifier                     |                              |                              |                              |                              |

| Classement | Classement | Classement | Classement | Classement |
|            | Coureur    | Pays       | Équipe     | Temps      |
| ---------- | ---------- | ---------- | ---------- | ---------- |
| modifier   |            |            |            |            |

| \| Classement par équipes \| Classement par équipes \| Classement par équipes \| Classement par équipes \| \| \| Équipe \| Pays \| Temps \| \| ---------------------- \| ---------------------- \| ---------------------- \| ---------------------- \| \| modifier \| \| \| \| |        |      |       |
| Classement par équipes |        |      |       |
| | Équipe | Pays | Temps |
| modifier |        |      |       |

### UCI Europe Tour
Ce Tour La Provence attribue des points pour l'UCI Europe Tour 2017, y compris aux coureurs faisant partie d'une équipe ayant un label WorldTeam. De plus la course donne le même nombre de points individuellement à tous les coureurs pour le Classement mondial UCI 2017.
| Position,          | 1er | 2e | 3e | 4e | 5e | 6e | 7e | 8e | 9e | 10e | 11e | 12e | 13e à 15e | 16e à 25e |
| Classement général | 125 | 85 | 70 | 60 | 50 | 40 | 35 | 30 | 25 | 20  | 15  | 10  | 5         | 3         |
| Par étape          | 14  | 5  | 3  |    |    |    |    |    |    |     |     |     |           |           |
| Leader, par étape  | 3   |    |    |    |    |    |    |    |    |     |     |     |           |           |

## Liste des participants
- Liste de départ complète

| Légende                                    | Légende                                                                                                  | Légende                                | Légende                                                                                                  |
| ------------------------------------------ | --- | -------------------------------------- | --- |
| Num                                        | Dossard de départ porté par le coureur sur ce Tour La Provence                                           | Pos                                    | Position finale au classement général                                                                    |
| Leader du classement général               | Indique le vainqueur du classement général                                                               | Leader du classement par points        | Indique le vainqueur du classement par points                                                            |
| Leader du classement de la montagne        | Indique le vainqueur du classement de la montagne                                                        | Leader du classement du meilleur jeune | Indique le vainqueur du classement du meilleur jeune                                                     |
| Leader du classement du meilleur Provençal | Indique le vainqueur du classement du meilleur Provençal                                                 |                                        | Indique un maillot de champion national ou mondial, suivi de sa spécialité                               |
| #                                          | Indique la meilleure équipe                                                                              | NP                                     | Indique un coureur qui n'a pas pris le départ d'une étape, suivi du numéro de l'étape où il s'est retiré |
| AB                                         | Indique un coureur qui n'a pas terminé une étape, suivi du numéro de l'étape où il s'est retiré          | HD                                     | Indique un coureur qui a terminé une étape hors des délais, suivi du numéro de l'étape                   |
| *                                          | Indique un coureur en lice pour le classement du meilleur jeune (coureurs nés après le 1er janvier 1992) |                                        | |

| Direct Énergie DEN  | Direct Énergie DEN      | Direct Énergie DEN |
| ------------------- | ----------------------- | ------------------ |
| Num                 | Coureur                 | Pos                |
| 1                   | Thomas Voeckler (FRA)   | 70e                |
| 2                   | Ryan Anderson (CAN)     | 36e                |
| 3                   | Jérémy Cornu (FRA)      | 84e                |
| 4                   | Fabien Grellier (FRA)   | 96e                |
| 5                   | Alexandre Pichot (FRA)  | 91e                |
| 6                   | Tony Hurel (FRA)        | 99e                |
| 7                   | Romain Guillemois (FRA) | 111e               |
| 8                   | Jonathan Hivert (FRA)   | 4e                 |
| Directeur sportif : |                         |                    |

| FDJ                 | FDJ                        | FDJ  |
| ------------------- | -------------------------- | ---- |
| Num                 | Coureur                    | Pos  |
| 11                  | Arnaud Courteille (FRA)    | 62e  |
| 12                  | Odd Christian Eiking (NOR) | AB-1 |
| 13                  | Jérémy Maison (FRA)        | 25e  |
| 14                  | Lorenzo Manzin (FRA)       | 74e  |
| 15                  | Cédric Pineau (FRA)        | 55e  |
| 16                  | Anthony Roux (FRA)         | 11e  |
| 17                  | Jérémy Roy (FRA)           | 73e  |
| 18                  | Léo Vincent (FRA)          | 15e  |
| Directeur sportif : |                            |      |

| AG2R La Mondiale ALM | AG2R La Mondiale ALM   | AG2R La Mondiale ALM |
| -------------------- | ---------------------- | -------------------- |
| Num                  | Coureur                | Pos                  |
| 21                   |                        |                      |
| 22                   | Rudy Barbier (FRA)     | 80e                  |
| 23                   | Julien Bérard (FRA)    | 89e                  |
| 24                   | François Bidard (FRA)  | 20e                  |
| 25                   | Clément Chevrier (FRA) | AB-3                 |
| 26                   | Hubert Dupont (FRA)    | 37e                  |
| 27                   | Alexandre Geniez (FRA) | 3e                   |
| 28                   | Nans Peters (FRA)      | 51e                  |
| Directeur sportif :  |                        |                      |

| BMC Racing BMC      | BMC Racing BMC                        | BMC Racing BMC |
| ------------------- | ------------------------------------- | -------------- |
| Num                 | Coureur                               | Pos            |
| 31                  | Tom Bohli (SUI)                       | AB-3           |
| 32                  | Brent Bookwalter (USA)                | 17e            |
| 33                  | Damiano Caruso (ITA)                  | 9e             |
| 34                  | Rohan Dennis (AUS) (Contre-la-montre) | 1er            |
| 35                  | Silvan Dillier (SUI)                  | 38e            |
| 36                  | Amaël Moinard (FRA)                   | 82e            |
| 37                  | Joey Rosskopf (USA)                   | 52e            |
| 28                  | Danilo Wyss (SUI)                     | 81e            |
| Directeur sportif : |                                       |                |

| UAE Abu Dhabi UAD   | UAE Abu Dhabi UAD          | UAE Abu Dhabi UAD |
| ------------------- | -------------------------- | ----------------- |
| Num                 | Coureur                    | Pos               |
| 41                  | Matteo Bono (ITA)          | 59e               |
| 42                  | Valerio Conti (ITA)        | 43e               |
| 43                  | Oliviero Troia (ITA)       | 63e               |
| 44                  | Vegard Stake Laengen (NOR) | 21e               |
| 45                  | Matej Mohorič (SLO)        | 16e               |
| 46                  | Przemysław Niemiec (POL)   | 29e               |
| 47                  | Simone Petilli (ITA)       | 40e               |
| 48                  | Jan Polanc (SLO)           | 56e               |
| Directeur sportif : |                            |                   |

| Fortuneo-Vital Concept FVC | Fortuneo-Vital Concept FVC | Fortuneo-Vital Concept FVC |
| -------------------------- | -------------------------- | -------------------------- |
| Num                        | Coureur                    | Pos                        |
| 51                         | Maxime Bouet (FRA)         | 10e                        |
| 52                         | Brice Feillu (FRA)         | 28e                        |
| 53                         | Arnaud Gérard (FRA)        | 94e                        |
| 54                         | Benoît Jarrier (FRA)       | 86e                        |
| 55                         | Armindo Fonseca (FRA)      | 26e                        |
| 56                         | Laurent Pichon (FRA)       | 22e                        |
| 57                         | Eduardo Sepúlveda (ARG)    | 23e                        |
| 58                         | Boris Vallée (BEL)         | AB-3                       |
| Directeur sportif :        |                            |                            |

| Cofidis COF         | Cofidis COF              | Cofidis COF |
| ------------------- | ------------------------ | ----------- |
| Num                 | Coureur                  | Pos         |
| 61                  | Yoann Bagot (FRA)        | 48e         |
| 62                  | Nicolas Edet (FRA)       | 5e          |
| 63                  | Rayane Bouhanni (FRA)    | AB-1        |
| 64                  | Loïc Chetout (FRA)       | 31e         |
| 65                  | Dorian Godon (FRA)       | 34e         |
| 66                  | Mathias Le Turnier (FRA) | 57e         |
| 67                  | Anthony Perez (FRA)      | 71e         |
| 68                  |                          |             |
| Directeur sportif : |                          |             |

| Delko-Marseille Provence-KTM DMP | Delko-Marseille Provence-KTM DMP | Delko-Marseille Provence-KTM DMP |
| -------------------------------- | -------------------------------- | -------------------------------- |
| Num                              | Coureur                          | Pos                              |
| 71                               | Mikel Aristi (ESP)               | 109e                             |
| 72                               | Romain Combaud (FRA)             | 35e                              |
| 73                               | Rémy Di Grégorio (FRA)           | 32e                              |
| 74                               | Julien El Farès (FRA)            | 6e                               |
| 75                               | Mauro Finetto (ITA)              | 12e                              |
| 76                               | Ángel Madrazo (ESP)              | 27e                              |
| 77                               | Yannick Martinez (FRA)           | 41e                              |
| 78                               | Evaldas Šiškevičius (LTU)        | 104e                             |
| Directeur sportif :              |                                  |                                  |

| Androni Giocattoli ANS | Androni Giocattoli ANS  | Androni Giocattoli ANS |
| ---------------------- | ----------------------- | ---------------------- |
| Num                    | Coureur                 | Pos                    |
| 81                     | Davide Ballerini (ITA)  | 76e                    |
| 82                     | Raffaello Bonusi (ITA)  | 68e                    |
| 83                     | Marco Frapporti (ITA)   | 64e                    |
| 84                     | Mattia Frapporti (ITA)  | 67e                    |
| 85                     | Francesco Gavazzi (ITA) | 66e                    |
| 86                     | Matteo Malucelli (ITA)  | AB-3                   |
| 87                     | Alessio Taliani (ITA)   | 47e                    |
| 88                     | Mattia Cattaneo (ITA)   | 2e                     |
| Directeur sportif :    |                         |                        |

| Roubaix Lille Métropole RLM | Roubaix Lille Métropole RLM | Roubaix Lille Métropole RLM |
| --------------------------- | --------------------------- | --------------------------- |
| Num                         | Coureur                     | Pos                         |
| 91                          | Julien Antomarchi (FRA)     | 78e                         |
| 92                          | Jérémy Cabot (FRA)          | 65e                         |
| 93                          | Joeri Calleeuw (BEL)        | 102e                        |
| 94                          | Jérémy Lecroq (FRA)         | 33e                         |
| 95                          | Jérémy Leveau (FRA)         | 79e                         |
| 96                          | Félix Pouilly (FRA)         | 60e                         |
| 97                          | Lander Seynaeve (BEL)       | 116e                        |
| 98                          | Emiel Vermeulen (BEL)       | 110e                        |
| Directeur sportif :         |                             |                             |

| Armée de Terre ADT  | Armée de Terre ADT      | Armée de Terre ADT |
| ------------------- | ----------------------- | ------------------ |
| Num                 | Coureur                 | Pos                |
| 101                 | Bryan Alaphilippe (FRA) | 101e               |
| 102                 | Damien Gaudin (FRA)     | 75e                |
| 103                 | Stéphane Poulhiès (FRA) | 108e               |
| 104                 | Jimmy Raibaud (FRA)     | 58e                |
| 105                 | Thomas Rostollan (FRA)  | 92e                |
| 106                 | Steven Tronet (FRA)     | 72e                |
| 107                 | Benjamin Thomas (FRA)   | 44e                |
| 108                 | Yannis Yssaad (FRA)     | 113e               |
| Directeur sportif : |                         |                    |

| HP BTP-Auber 93 AUB | HP BTP-Auber 93 AUB       | HP BTP-Auber 93 AUB |
| ------------------- | ------------------------- | ------------------- |
| Num                 | Coureur                   | Pos                 |
| 111                 | Romain Feillu (FRA)       | 105e                |
| 112                 | Pierre Gouault (FRA)      | 46e                 |
| 113                 | Flavien Dassonville (FRA) | 85e                 |
| 114                 | Damien Touzé (FRA)        | 77e                 |
| 115                 | Alo Jakin (EST)           | 83e                 |
| 116                 | Kévin Le Cunff (FRA)      | 19e                 |
| 117                 | Anthony Maldonado (FRA)   | 8e                  |
| 118                 | David Menut (FRA)         | 45e                 |
| Directeur sportif : |                           |                     |

| Roth-Akros TRA      | Roth-Akros TRA                                     | Roth-Akros TRA |
| ------------------- | -------------------------------------------------- | -------------- |
| Num                 | Coureur                                            | Pos            |
| 121                 | Jonathan Fumeaux (SUI) (Route et Contre-la-Montre) | 53e            |
| 122                 | Valentin Baillifard (SUI)                          | 88e            |
| 123                 | Lukas Jaun (SUI)                                   | AB-3           |
| 124                 | Pirmin Lang (SUI)                                  | 50e            |
| 125                 | Diego Wendelspiess (SUI)                           | AB-1           |
| 126                 | Mathias Reutimann (SUI)                            | AB-3           |
| 127                 | Colin Stüssi (SUI)                                 | 87e            |
| 128                 | Roland Thalmann (SUI)                              | 18e            |
| Directeur sportif : |                                                    |                |

| Kuwait-Cartucho.es KWC | Kuwait-Cartucho.es KWC      | Kuwait-Cartucho.es KWC |
| ---------------------- | --------------------------- | ---------------------- |
| Num                    | Coureur                     | Pos                    |
| 131                    | Davide Rebellin (ITA)       | 13e                    |
| 132                    | Andreas Keuser (GER)        | 117e                   |
| 133                    | José Manuel Gutiérrez (ESP) | 106e                   |
| 134                    | Axel Costa (ESP)            | AB-1                   |
| 135                    | Salah Eddine Mraouni (MAR)  | AB-2                   |
| 136                    | Songezo Jim (RSA)           | AB-2                   |
| 137                    | Edwin Torres (VEN)          | 39e                    |
| 138                    | Awet Gebremedhin (ERI)      | 95e                    |
| Directeur sportif :    |                             |                        |

| Équipe de France FRA | Équipe de France FRA    | Équipe de France FRA |
| -------------------- | ----------------------- | -------------------- |
| Num                  | Coureur                 | Pos                  |
| 141                  | Adrien Carpentier (FRA) | AB-3                 |
| 142                  | Yoann Paillot (FRA)     | 24e                  |
| 143                  | Simon Guglielmi (FRA)   | 103e                 |
| 144                  | Jules Roueil (FRA)      | AB-3                 |
| 145                  | Valentin Madouas (FRA)  | 61e                  |
| 146                  | Sofiane Merignat (FRA)  | 107e                 |
| 147                  | Paul Sauvage (FRA)      | 114e                 |
| 148                  | Simon Sellier (FRA)     | 49e                  |
| Directeur sportif :  |                         |                      |

| WB-Veranclassic-Aqua Protect WVA | WB-Veranclassic-Aqua Protect WVA | WB-Veranclassic-Aqua Protect WVA |
| -------------------------------- | -------------------------------- | -------------------------------- |
| Num                              | Coureur                          | Pos                              |
| 151                              | Justin Jules (FRA)               | 7e                               |
| 152                              | Jimmy Duquennoy (BEL)            | AB-1                             |
| 153                              | Ludovic Robeet (BEL)             | 118e                             |
| 154                              |                                  |                                  |
| 155                              | Antoine Warnier (BEL)            | 42e                              |
| 156                              | Sébastien Delfosse (BEL)         | 14e                              |
| 157                              |                                  |                                  |
| 158                              |                                  |                                  |
| Directeur sportif :              |                                  |                                  |

| Amore & Vita-Selle SMP-Fondriest AMO | Amore & Vita-Selle SMP-Fondriest AMO | Amore & Vita-Selle SMP-Fondriest AMO |
| ------------------------------------ | ------------------------------------ | ------------------------------------ |
| Num                                  | Coureur                              | Pos                                  |
| 161                                  | Danilo Celano (ITA)                  | 98e                                  |
| 162                                  | Marco Bernardinetti (ITA)            | 69e                                  |
| 163                                  | Pierpaolo Ficara (ITA)               | AB-3                                 |
| 164                                  | Marco Zamparella (ITA)               | 30e                                  |
| 165                                  | Uri Martins (MEX)                    | 100e                                 |
| 166                                  | Redi Halilaj (ALB)                   | 54e                                  |
| 167                                  | Yovcho Yovchev (BUL)                 | 115e                                 |
| 168                                  | David Galarreta (ESP)                | AB-1                                 |
| Directeur sportif :                  |                                      |                                      |

| GM Europa Ovini GME | GM Europa Ovini GME      | GM Europa Ovini GME |
| ------------------- | ------------------------ | ------------------- |
| Num                 | Coureur                  | Pos                 |
| 171                 | Adriano Brogi (ITA)      | 112e                |
| 172                 | Antonio Di Sante (ITA)   | 97e                 |
| 173                 | Mirko Iafrati (ITA)      | AB-1                |
| 174                 | Davide Pacchiardo (ITA)  | AB-1                |
| 175                 | Antonio Parrinello (ITA) | 90e                 |
| 176                 | Matteo Rotondi (ITA)     | 93e                 |
| 177                 | Andrea Ruscetta (ITA)    | AB-1                |
| 178                 | Rossano Mauti (ITA)      | 119e                |
| Directeur sportif : |                          |                     |